# Cleisostoma filiforme
Cleisostoma filiforme är en orkidéart som först beskrevs av John Lindley, och fick sitt nu gällande namn av Leslie Andrew Garay. Cleisostoma filiforme ingår i släktet Cleisostoma och familjen orkidéer. Inga underarter finns listade i Catalogue of Life.